# Марьоара Попеску
Марьоара Попеску (9 листопада 1962) — румунська академічна веслувальниця.
Олімпійська чемпіонка 1984 (парні двійки), 1996 (вісімки) років, учасниця 1988 року.
Чемпіонка світу 1990, 1999 років у складі вісімки, срібна призерка 1985 (парні двійки), 1996 (розпашні четвірки без стернової) років, бронзова призерка 1983 (парні двійки), 1987 (одиночки), 2000 (розпашні четвірки без стернової) років.